# Ribautocapsus
Ribautocapsus is een geslacht van wantsen uit de familie van de Miridae (Blindwantsen). Het geslacht werd voor het eerst wetenschappelijk beschreven door Wagner in 1962.

## Soorten
Het genus is monotypisch en bevat alleen de volgende soort:

- Ribautocapsus bruckii (Reuter, 1879)